# 梁世奉

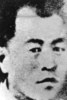
梁世奉

梁 世奉（양세봉、1896年旧暦6月5日 - 1934年旧暦8月12日）は韓国の独立運動家。文化語では량세봉。 他名は梁瑞鳳・梁允奉、号は碧海。

## 生涯
平安北道鉄山郡で生まれた。家系が苦しく、父を早くに亡くし、教育を殆ど受けることができなかった。
1917年に間島へ移民し、中国人地主の小作農で生計を立て、1919年に国内で起きた三・一運動をきっかけに万歳デモを組織しながら独立運動に参加した。
1922年に天摩山隊という遊撃部隊に加入し、以後大韓通義府・参議府・正義府で独立軍指揮官として活動し、平安北道地域に進軍するなど多くの戦功を立てた。1929年4月、正義府を主軸に国民府が組織されると、鮮民府討伐指揮府副司令に就任。同年末、国民府の正規軍として朝鮮革命軍が成立すると第1中隊長、ついで副司令を引き受ける。しかし、国民府の指揮下にあることが左派の反発を受け、1930年8月、朝鮮革命党代表者会議では李雄らと対立。ついに流血沙汰に発展し、10月下旬、左派を追放した形で朝鮮革命軍は組織再編がなされた。
朝鮮革命党執行委員にも選出。1931年12月に革命軍と朝鮮革命党幹部30人余りが新賓県で会合に参加した。しかし、密偵を通じて情報を手に入れた通化日本領事分館警察が会議現場に急行し、朝鮮革命党中央執行委員長の李浩源、総司令官の金輔安ほか10余名の幹部が逮捕された。梁は脱出に成功したものの、翌年3月までに9県で83人が連座して次々と逮捕される大痛手を負う。梁は組織の立て直しに奔走し、内紛を収めて朝鮮革命軍総司令官に就任、また満州国軍から離反し南満で活動していた中国義勇軍「遼寧民衆自衛軍」第6路司令・李春潤と連合戦線を形成し、特務隊司令を務めた。
翌年1933年5月8日に韓中連合軍を率いて永陵街の戦闘で日本軍に勝利した。しかし、翌月の興京城の戦闘では奇襲攻撃を行ったものの中国義勇兵らの潰走や空爆も受けて敗退し、南山城に退却。さらに日本軍と満洲国軍の追撃で連合軍の拠点である臨江・桓仁・新濱・柳河・通化などが相次いで陥落、多くの犠牲者を出した。7月7日、ついに日本軍は朝鮮革命軍司令部がある永陵街を攻撃した。この時連合軍を率いて反撃し、日本軍40人余りを殺害して機関銃など武器90余点を鹵獲した。。しかし、再度日本側の空爆でさらに追い詰められていく。
日本軍は密偵・朴昌海を通じて中国人の王明藩を買収し、抗日義勇軍との共同戦線について協議したいとの口実で梁世奉を大拉子溝に誘い出した。1934年8月12日、梁世奉は朝鮮人密偵と共に部下金光旭・金星海・金秋霜ら4名を従え高粱畑を通る際に、隠れていた日本軍数十人が現われて降参を勧めた。梁世奉は降伏を拒み、殺害された。

## 死後
彼の死後、朝鮮革命軍勢力は急激に萎縮し、幾度の改革もむなしく勢力を回復することはなかった。後任の総司令・崔錫鏞は1936年末に部下70名を連れて日本に帰順し、以降は東北抗日聯軍や八路軍と交戦した。
1962年に大韓民国で建国勲章独立章を受勲し、国立ソウル顕忠院に遺骨無しの墓地が用意された。
朝鮮民主主義人民共和国でも유해の愛国烈士陵に埋葬されており、金日成が特別に遺族を平壌に呼んで暮らさせるなど高い評価を受けている。金日成は回顧録で 父金亨稷の死亡後、呉東振・孫貞道・張喆鎬・현묵관、そして梁世奉から学費の支援を受けたと記録した。

## 家族
- 父 : ?
- 母 : 김아개
- 妻 : 임재순 
  - 長男 : 양의준
- 次男 : 양원봉(1899)
- 三男 : 양시봉(1903)
  - 甥 : 양의찬(1953)
    - 宗孫 : 男(1982) 女(1994)
- 四男 : 양봉녀(1907)
- 五男 : 양정봉(1911)